# 홍콩 시위 목록
홍콩 시위는 홍콩에서 일어난 시위로 다음을 의미한다.
'중국으로부터 자신의 인권 등을 보호받기 위한 운동'으로 해석된다.

## 매년 시위
- 홍콩 신년 행진
- 홍콩 7월 1일 대행진
- 1989년 천안문 광장 기념 시위

## 개별 시위
- 2014년 홍콩 시위
  - 우산 운동
- 2019–2020년 홍콩 시위
- 66폭동
- 67폭동

| Disambiguation icon | 이 문서는 명칭이 같고 같은 종류에 속하는 여러 대상을 연결하는 색인 문서입니다. |